# Karol Ćwiertniewicz

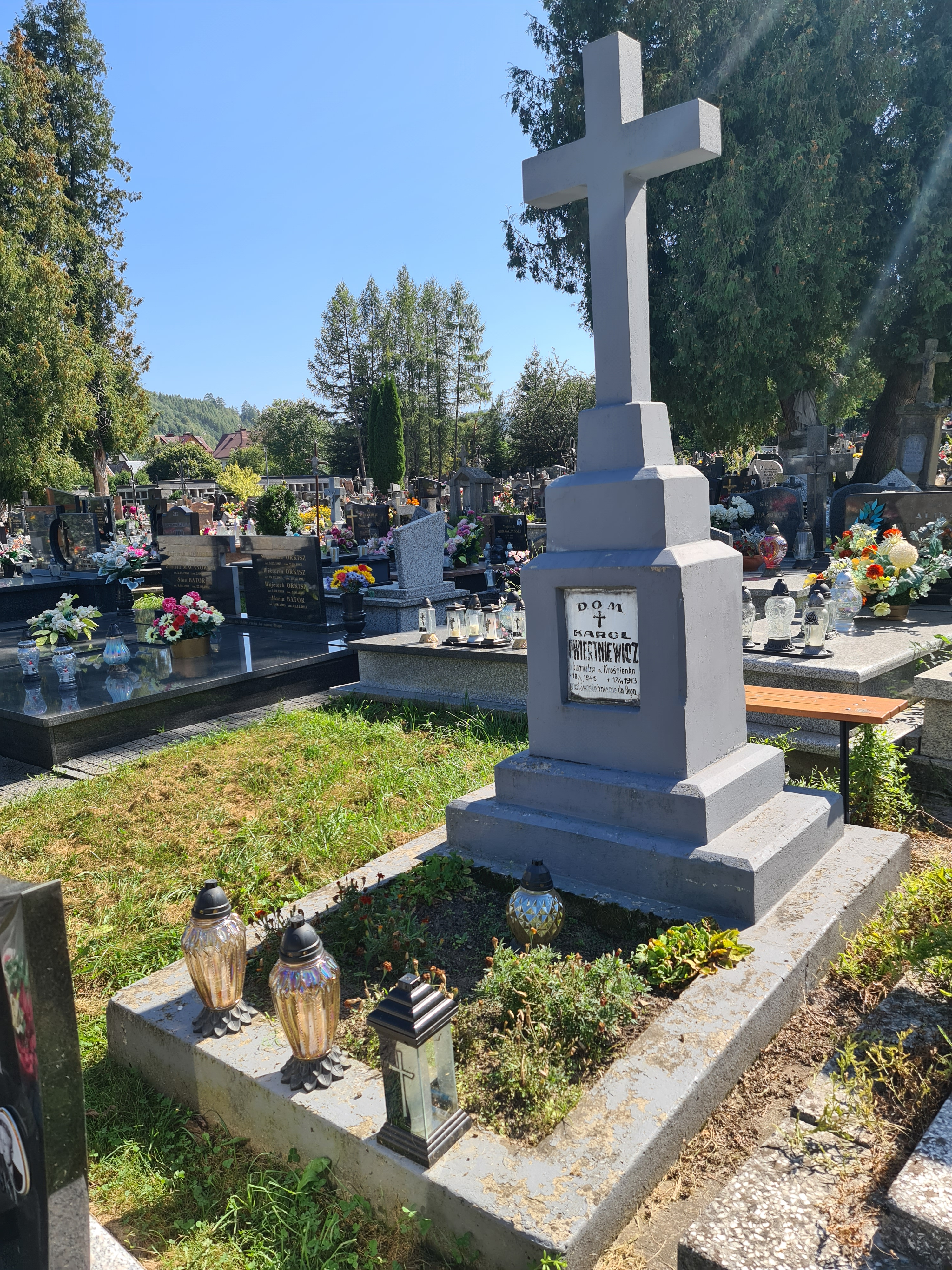
Grób Karola Ćwiertniewicza na cmentarzu komunalnym w Krościenku nad Dunajcem

Karol Łukasz Ćwiertniewicz (ur. 18 października 1846 w Krościenku nad Dunajcem, zm. 17 listopada 1913) – komendant żandarmerii w Krościenku nad Dunajcem, burmistrz miasta w latach 1889–1913.

## Życiorys
Karol Ćwiertniewicz ukończył w Nowym Sączu Szkołę Żandarmerii Austriackiej. Pracował we Lwowie. W 1874 roku wrócił do Krościenka, gdzie objął stanowisko komendanta żandarmerii, na którym pracował przez piętnaście lat. W 1889 roku został burmistrzem miasteczka. Był nim przez cztery kadencje, aż do chwili swojej śmierci. W tym czasie uporządkował rynek, na którym pasła się dotąd nierogacizna, wybrukował go dunajcówkami i położył chodniki (...) obsadził rynek modnymi wówczas kasztanami, spowodował ujęcie starej rzeki (Krośnicy) w kamienne łożysko, co zapobiegło późniejszym powodziom, założył ujęcie wodne i doprowadził wodę do domów, wybrukował ulice, zasklepił „młynówkę” płynącą dotychczas ul. Nowotarską (obecnie Jagiellońska). Wspólnie z ks. A. Łętowskim założył kasę Stefczyka (obecnie Pieniński Bank Spółdzielczy). Był założycielem m.in. Towarzystwa Szkoły Ludowej, Pienińskiego Towarzystwa Tatrzańskiego, Towarzystwa Miłośników Pienin oraz inicjatorem postawienia pomnika króla Władysława Jagiełły w Krościenku. Działał w Straży Ogniowej. Był też radnym powiatowym. Odznaczono go medalem za zasługi dla miasta.

## Życie prywatne
Był synem Jana i Barbary z domu Dyda. Ożenił się w 1883 roku w Krościenku z Antoniną Wiktorią Dylowską, wdową po Leonie Mroczkowskim. Mieli ośmioro dzieci, wśród których:
- Marian Leon[b][3] (1884–?) – prawnik, radca przy magistracie krakowskim[1][2]
- Władysława[3] (1886–?)
- Maria Angela[3] (1887–?)
- Bronisława[3] (1889–1869), późniejsza Komorek
- Ludwika[3] (1892–?)
- Jan Hipolit[3] (1894–1952) – absolwent seminarium nauczycielskiego w Wiedniu, w 1921 roku ukończył farmację. W czasie I wojny światowej służył w Legionach, odznaczony Krzyżem Niepodległości[4], uczestnik kampanii wrześniowej, więzień obozu koncentracyjnego w Oświęcimiu
- Franciszek[3] (1895–1896)
- Karol[3] (1899–1899)

Został pochowany na cmentarzu komunalnym w Krościenku (V D 15).